# Saʿīd ibn Abī ʿArūba
Saʿīd ibn Abī ʿArūba al-ʿAdawī al-Basrī (arabisch سعيد بن أبي عروبة العدوي البصري Saʿīd ibn Abī ʿArūba al-ʿAdawī al-Baṣrī geb. gegen 689; gest. 773) war ein bedeutender Traditionarier mit Wirkungskreis Basra.

## Leben
Über sein Leben und seinen Werdegang gibt es bei den islamischen Biographen nur wenige Berichte. Er war ein Klient (Maulā) der Banū ʿAdī Yaschkur und Kaufmann. Schon sein Vater galt als bekannter Vermittler von Überlieferungen nach Mohammed und seinen Gefährten, die u. a. al-Buchārī in seiner Hadith-Sammlung verarbeitete. Ibn Abī ʿArūba zählt man in den islamischen Wissenschaften über Hadith zu den ersten im Irak, die Hadithe systematisch, d. h. nach den Kapiteln des Fiqh – nach Kapiteln über Gebet, Haddsch, Zakat usw. – angeordnet haben. Es ist wahrscheinlich, dass seine Sammlung die ersten Versuche im islamischen Schrifttum darstellt, gesetzeswissenschaftliche Werke zu schaffen. Bereits zu seinen Lebzeiten besaß er eine Moschee in Basra, die seinen Namen trug. Er folgte der in seiner Zeit diskutierten Lehre vom freien Willen und stand damit in der Tradition von Hasan al-Basri. Nach dem Tod seines Lehrers Qatāda war er, vor allem auf dem Gebiet der Koranwissenschaften, dessen Nachfolger im Gelehrtenleben von Basra. Gegen Ende seines Lebens litt er an geistiger Verwirrung (iḫtilāt). Somit akzeptierte die Traditionskritik nur diejenigen Traditionen in seiner Überlieferung, die er an seine Schüler noch vor seiner Erkrankung weitergeben konnte.

## Werke

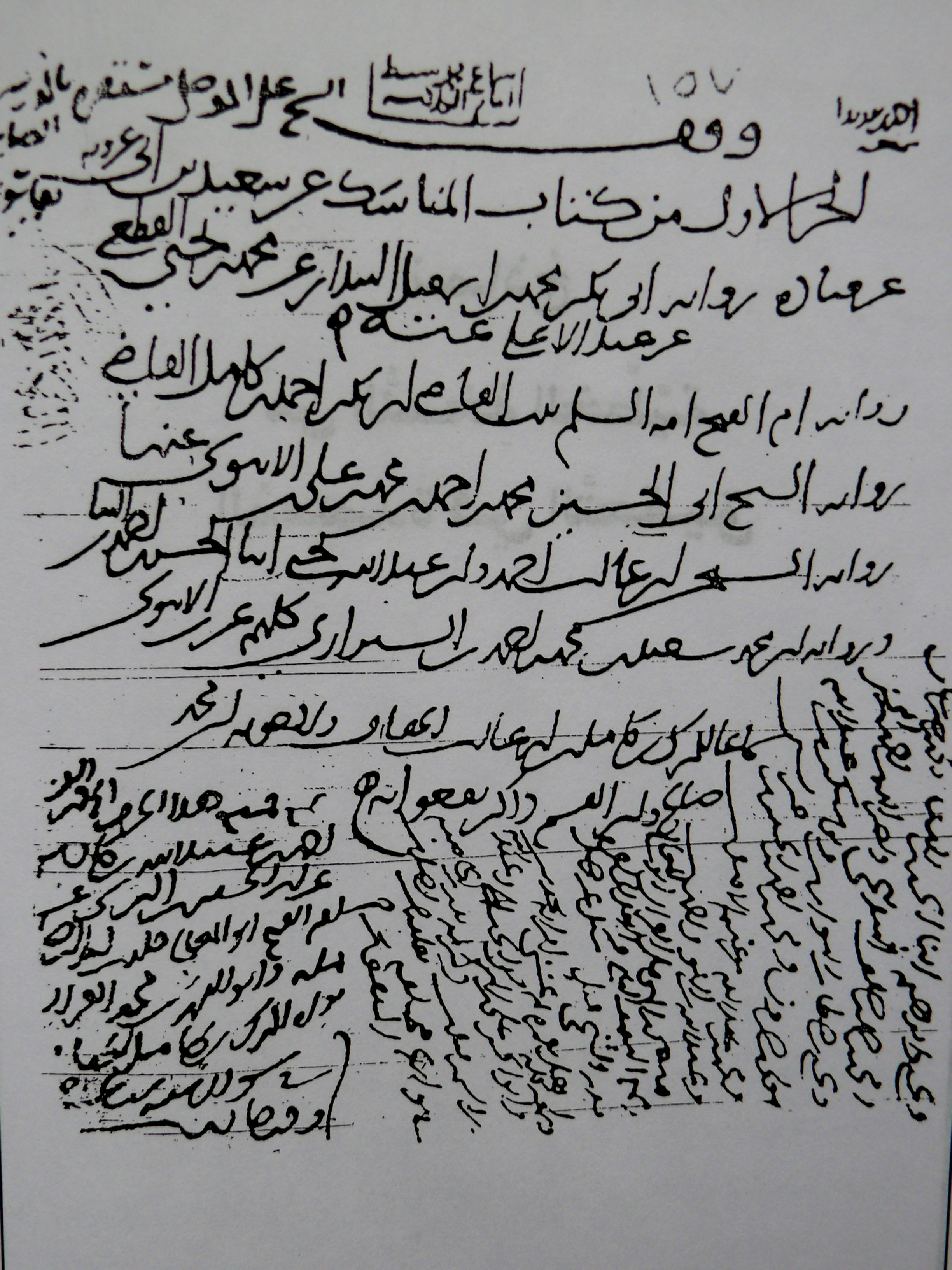
Titelblatt des K. al-manāsik. Teil I. 12. Jahrhundert

Seine von den Biographen genannten Schriften über Eheschließung und Scheidung sind nicht erhalten. Bekannt ist er als glaubwürdiger Überlieferer des Kitāb al-manāsik seines Lehrers Qatāda ibn Diʿāma über die ritualrechtlichen Vorschriften der Wallfahrtszeremonien.
Viele Beiträge seines Lehrers zur Koranexegese sind in seiner Überlieferung bei at-Tabarī erhalten. Sie enthalten auch Prophetenlegenden (qiṣaṣ al-anbiyāʾ), die die islamische Gelehrsamkeit als Teil der Korenexegese behandelt. Da Qatāda blind war, verließ er sich bei der Bearbeitung und Weitergabe seiner Lehren auf Ibn Abī ʿArūba. Anderen Berichten der Hadith-Kritiker des späten 8. Jahrhunderts zufolge hat er die Koranexegese nicht direkt von Qatāda gehört.